# Brdijelji
Brdijelji (en serbe cyrillique : Брдијељи) est un village de Bosnie-Herzégovine. Il est situé dans la municipalité de Kladanj, dans le canton de Tuzla et dans la fédération de Bosnie-et-Herzégovine. Selon les premiers résultats du recensement bosnien de 2013, il ne compte plus aucun habitant.

## Démographie

### Évolution historique de la population
| 1948 | 1953 | 1961 | 1971 | 1981 | 1991 | 2013 |
| ---- | ---- | ---- | ---- | ---- | ---- | ---- |
| -    | -    | 192  | 213  | 163  | 90   | 0    |

|  |

### Répartition de la population par nationalités (1991)
En 1991, les 90 habitants du village étaient tous serbes.